# Vișina, Mehedinți
Vișina este un sat în comuna Greci din județul Mehedinți, Oltenia, România.